# Майковы
Майковы — русский дворянский род.
Происходит от Андрея Майка, дьяка великих князей Василия Васильевича и Ивана Васильевича, упоминаемого в актах 1453—1501 годов. Иван Майков губной староста в Рязани (1591). Его сын Григорий за участие в московском осадном сиденье (1618) жалован из поместья вотчиной в Ярославском уезде (1619). Род Майковых внесён в VI часть родословных книг Петроградской и Ярославской губерний.

## Известные представители рода
- Нил Сорский (в миру Николай Майков; 1433—1508) — православный святой, знаменитый деятель русской церкви. Как сообщает в своём «Сборничке» инок Кирило-Белозерского монастыря Герман Подольный, брат основоположника рода Андрея Майка.
- Майков Григорий Иванович — московский дворянин (1629—1636).
- Майков Иван Яковлевич — стряпчий (1682), стольник (1692).
- Майков Степан Яковлевич — стряпчий (1692)[3].

К потомству Андрея Майко относят стряпчего Степана Майкова.
- Майков, Степан Яковлевич (? — до 1753) — стряпчий
  - Майков, Иван Степанович Большой (? — после 1760) — секунд-майор лейб-гвардии Семёновского полка.
    - Майков, Василий Иванович (1728—1778) — поэт.
    - Майков, Александр Иванович (? — после 1790) — сержант лейб-гвардии Семёновского полка.
      - Майков, Аполлон Александрович (1761—1838) — поэт, директор театров.
        - Майков, Александр Аполлонович (1792—1886) — полковник гвардейской артиллерии.
          - Майков, Аполлон Александрович (1826—1902) — славист.

        - Майков, Николай Аполлонович (1794—1873) — живописец и академик. 
∞ Майкова, Евгения Петровна (1803—1880) — писательница.
          - Майков, Аполлон Николаевич (1821—1897) — известный поэт и переводчик, член-корреспондент РАН.
            - Майков, Аполлон Аполлонович (1866 — после 1917) — русский художник и политический деятель

          - Майков, Валериан Николаевич (1823—1847) — литературный критик.
          - Майков, Владимир Николаевич (1826—1885) — писатель. 
∞ Калита, Екатерина Павловна (1836—1920), писательница и сотрудница журнала «Семейные вечера». Напечатала: «Как началась моя жизнь» («Семейные вечера», 1864 и отд.; подпись В.), «Азбука и первые уроки чтения» (СПб., 1867).
            - Майков, Валериан Владимирович (1857—1899) — литературный критик.
              - Майков, Валериан Валерианович (1885—1905) — мичман, вахтенный офицер на броненосце «Ослябя».

            - Майков, Владимир Владимирович (1863—1942) — член-корреспондент АН СССР.

          - Майков, Леонид Николаевич (1839—1900) — историк русской литературы.

        - Майков, Михаил Аполлонович (1799—1881) — генерал от артиллерии.
          - Майков, Пётр Михайлович (1834—1918) — тайный советник.
          - Майкова, Софья Михайловна (1835—?) — переводчица, ей принадлежат переводы нескольких романов В. Скотта, Ф. Купера, Шпильгагена, сочинения Смайльса и другие.

      - Майков, Михаил Александрович (1770 — около 1848) — поэт.

  - Майков, Иван Степанович Меньшой — помещик Ярославского уезда.
    - Майков, Фёдор Иванович — сержант лейб-гвардии Семёновского полка.
      - Майкова, Анна Фёдоровна (1771—1834) — замужем за генерал-майором графом И. А. Толстым (1748—1818). Один из их детей — граф Ф. И. Толстой («Американец»).

## Описание герба
В Гербовнике Анисима Титовича Князева 1785 года имеется изображение печати с гербом бригадира лейб-гвардии Семеновского полка, писателя, Василия Ивановича Майкова (1728—1778): в щите, имеющем красное поле, изображен серебряный конь, обращенный в правую сторону. Щит увенчан дворянским коронованным шлемом, обращенным в правую сторону. Нашлемник — топор. Вместо намёта — бурелет. Девиз на ленте: «НЕ ОСТАНУСЬ». Вокруг щита пушки, знамёна, флаги, сабли, трубы.